# Acanthothecis subaggregans
Acanthothecis subaggregans är en lavart som först beskrevs av Johannes Müller Argoviensis, och fick sitt nu gällande namn av A. W. Archer. Acanthothecis subaggregans ingår i släktet Acanthothecis och familjen Graphidaceae.   Inga underarter finns listade i Catalogue of Life.